# Volcanisme
Ne doit pas être confondu avec Volcanologie.

Représentation schématique des processus magmatiques et volcaniques de la Terre.

Types d'intrusions de base: 1. Laccolite; 2. Petite Dyke; 3. Batholite; 4. Dyke ou dike; 5. Sill; 6. Cône volcanique; 7. Lopolite.

Le volcanisme comprend l'ensemble des phénomènes naturels liés à l'activité des volcans, de la fusion partielle d'un solide mantellique (péridotite) à l'origine des magmas, aux éruptions volcaniques, ainsi qu'à l'ascension du magma contenu dans la croûte ou le manteau, et formant des roches volcaniques à la surface. Le volcanisme est un phénomène connu à la surface de la Terre, de plusieurs planètes (Mercure, Vénus, Mars) et différents satellites à surface solide (Lune, Io, Encelade, Triton, Titan).
Il est étudié par une science appelée volcanologie pratiquée par des volcanologues.

## Notions
Le magma provenant du manteau, ou de la croûte inférieure, monte à travers la croûte vers la surface. Si le magma atteint la surface, son comportement dépend de la viscosité de la roche fondue qui le compose. Le magma visqueux (épais) produit des volcans caractérisés par des éruptions explosives, tandis que le magma non visqueux (liquide) produit des volcans caractérisés par des éruptions effusives.
Le volcanisme effusif est caractérisé par l'émission de lave fluide rejetée lors de projections peu violentes et formant des coulées.
Le volcanisme explosif est marqué quant à lui par l'émission de lave plus pâteuse au cours d'explosions parfois puissantes pouvant fragmenter la lave au point que celle-ci ne parvienne parfois pas à former de coulées mais prenne la forme d'importants panaches volcaniques et des nuées ardentes,.
Dans certains cas, le magma ascendant peut se refroidir et se solidifier sans atteindre la surface. Au lieu de cela, la masse ignée refroidie et solidifiée se cristallise à l'intérieur de la croûte pour former une intrusion ignée. Lorsque le magma se refroidit, les substances chimiques contenues dans les cristaux formés sont effectivement retirées du mélange principal du magma (par un processus connu sous le nom de cristallisation fractionnée), de sorte que le contenu chimique du magma restant évolue au fur et à mesure qu'il se solidifie lentement. Les injections de magma frais non évolué peuvent remobiliser des magmas plus évolués, permettant ainsi des éruptions à partir de magmas plus visqueux.
Le volcanisme non lié à l'émission de lave se caractérise par les phénomènes paravolcaniques tels que les fumerolles, mofettes, mares de boue et geysers.